# Pedioplanis branchi
Pedioplanis branchi es una especie de lagarto del género Pedioplanis, familia Lacertidae, orden Squamata. Fue descrita científicamente por Childers, Kirchhof, & Bauer en 2021.

## Descripción
La longitud hocico-respiradero es de 44,4 milímetros en adultos y puede alcanzar un máximo de 49,1 milímetros.

## Distribución
Se distribuye por Namibia.